# Bundestagswahlkreis Halle-Neustadt – Saalkreis – Köthen
Der Bundestagswahlkreis 	Halle-Neustadt – Saalkreis – Köthen war von 1990 bis 2002 ein Wahlkreis in Sachsen-Anhalt. Er besaß die Nummer 292 und umfasste die ehemals selbständige Stadt Halle-Neustadt sowie den Kreis Köthen und den Saalkreis. Im Zuge der Reduzierung der Anzahl der Wahlkreise in Sachsen-Anhalt von dreizehn auf zehn bei der Wahlkreisreform von 2002 wurde das Gebiet des Wahlkreises auf die Wahlkreise Halle, Anhalt und Bernburg – Bitterfeld – Saalkreis aufgeteilt.
Der letzte direkt gewählte Wahlkreisabgeordnete war Manfred Hampel (SPD).

## Wahlkreissieger
| Wahl | Name               | Partei | Erststimmen |
| ---- | ------------------ | ------ | ----------- |
| 1998 | Manfred Hampel     | SPD    | 40,5 %      |
| 1994 | Manfred Lischewski | CDU    | 40,4 %      |
| 1990 | Manfred Lischewski | CDU    | 34,9 %      |